# Staffan
Mansnamnet Staffan är ett nordiskt namn som härstammar från det latinska namnet Stephanus, alltså en variant av Stefan. Namnet har använts i Sverige sedan slutet av 1300-talet och har funnits i almanackan sedan 1986.
Namnet är vanligast bland män mellan 40 och 60 år, vilket gör att det just nu inte ges så ofta till de yngsta. Det ramlade ut från tilltalsnamnens 100-i-topp-lista i slutet av 1980-talet och de senaste åren har endast en handfull pojkar fått namnet varje år. 31 december 2005 fanns det totalt 12 501 personer i Sverige med namnet Staffan varav 7 362 med det som tilltalsnamn. År 2003 fick 35 pojkar namnet, varav 3 fick det som tilltalsnamn.
Namnsdag i Sverige: 26 december. I den finlandssvenska namnsdagslängden har Staffan namnsdag 26 december sedan 1950.

## Personer med namnet Staffan
- Staffan Bergsten
- Staffan Broms
- Staffan Burenstam Linder
- Staffan de Mistura
- Staffan Dopping
- Staffan Ek
- Staffan Gunnarson
- Staffan Götestam
- Staffan Göthe
- Staffan Hallerstam
- Staffan Hallström
- Staffan Heimerson
- Staffan Hellstrand
- Staffan Helmfrid
- Staffan Hildebrand
- Staffan Valdemar Holm
- Staffan Jacobson
- Staffan Kronwall
- Staffan Lindberg (regissör) (född 1957), svensk regissör, manusförfattare, TV-producent och skådespelare
- Staffan Lindberg (musiker) (född 1966), sångare, musiker, koldioxidbantare
- Staffan I. Lindberg (född 1969), statsvetare och professor
- Staffan Lindberg (1943–2019), sociolog och professor
- Staffan Lindberg (journalist) (född 1972), svensk journalist
- Staffan Lindeborg
- Staffan Lindén
- Staffan Ling
- Staffan Lundh
- Staffan Oldsberg
- Staffan Olsson
- Staffan Percy
- Staffan Sandlund
- Staffan Scheja
- Staffan Skott
- Staffan Sonning
- Staffan Stolpe
- Staffan Strand
- Staffan Tapper
- Staffan Westerberg
- Staffan Westerlund

## Fiktiva figurer vid namn Staffan
- Starke Staffan
- Staffan Stalledräng